# اریو

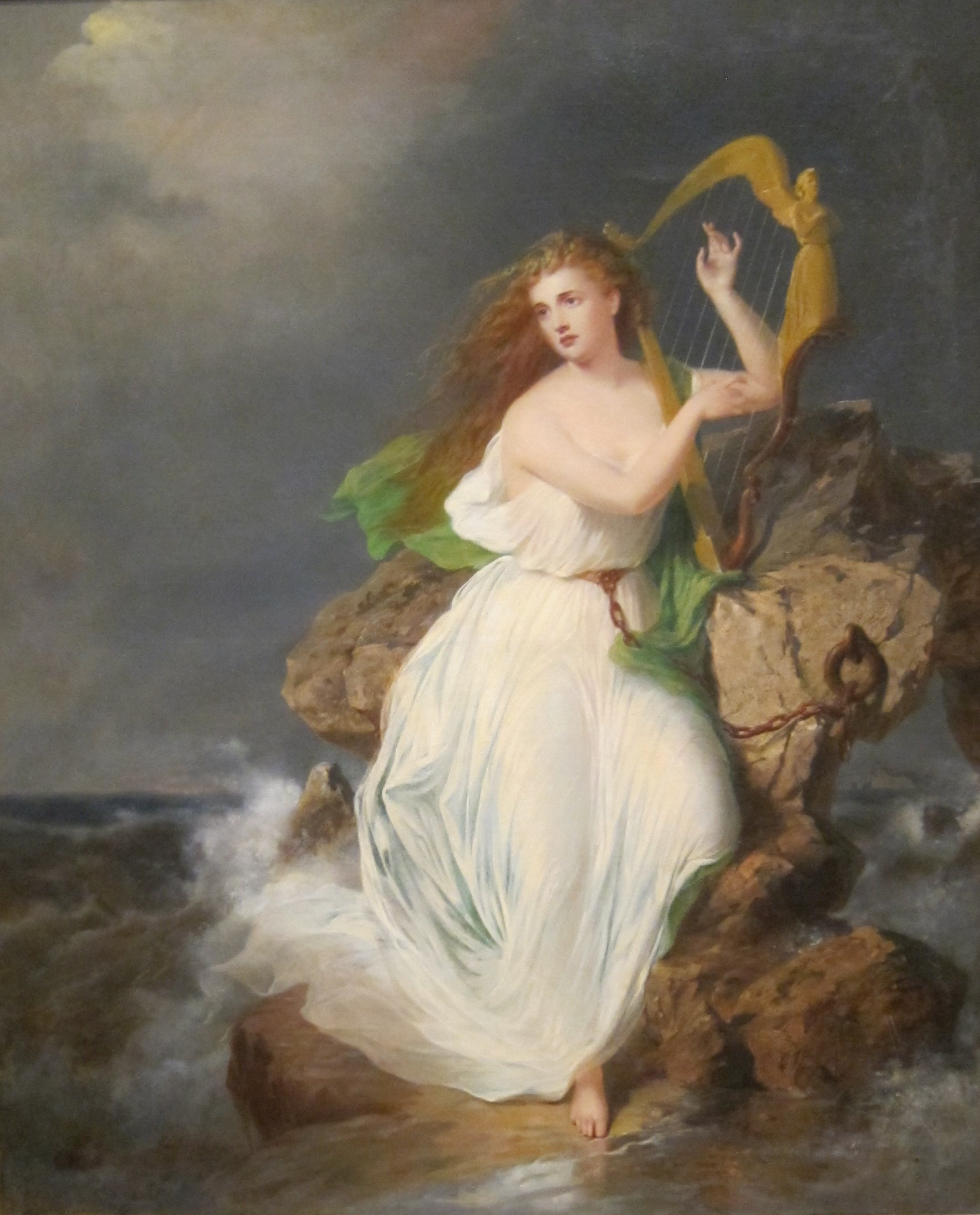
اریو در حال چنگ نواختن اثر توماس بوکانان رید

در اسطوره‌شناسی ایرلندی، اریو 
(به ایرلندی باستان: Ériu) یک ایزدبانوی ایرلندی و جزئی از خانواده توآتا دی دانان به‌شمار می‌رود. نام امروزین ایرلند ریشه در نام این ایزدبانو دارد. مطابق اساطیر ایرلندی، هنگامی که میل (جد مردم ایرلند) و همراهان او موسوم به میلسیایی‌ها از اسپانیا به ایرلند می‌آمدند, در مسیر راهپیمایی به سمت تارا (پایتخت باستانی ایرلند) به سه الهه به نام‌های اریو، بانبا و فودلا برخورد کردند. هر سه ایزدبانو از میلسیایی‌ها قول گرفتند که در صورت اشغال کامل ایرلند، نام یکی از آنان را بر این جزیره بگذارند. آورین (آمرگین), مشاور میل، که یک دروئید (روحانی باستانی سلتی) بود به اریو قول دارد که نام او بر این جزیره گذاشته می‌شود و در عوض اریو نیز به او قول داد که ایرلند برای همیشه متعلق به گیل‌ها (فرزندان میل) خواهد بود. همچنین روایت شده که چون اریو سومین الهه‌ای بود که چنین درخواستی کرد، نام او را بر این جزیره گذاشتند. این موضوع ریشه در قداست عدد سه در اساطیر سلتی و ایرلندی دارد. علاوه بر این اریو پیوند مهمی با مقام سلطنت در ایرلند قدیم دارد. در اسطوره‌ای که حول و حوش اجرای مراسم تحلیف پادشاه شکل گرفته خورشید جامی زرینی تلقی می‌شد که پر از مشروبی سرخرنگ است که اریو آن را حمل می‌کند و به پادشاهان میرا و متوالی ایرلند می‌سپارد تا به انتخاب آن‌ها مشروعیت ببخشد.